# Shawn Christian
Shawn Christian, född 18 december 1965 i Grand Rapids, Michigan, USA, är en amerikansk skådespelare som främst medverkat i TV-serier.
Efter examen vid Ferris State University 1989 flyttade han till Chicago för att arbeta som skådespelare, han medverkade i ett flertal scenproduktioner och var med i reklamfilmer.
Christian medverkade i TV-serien Summerland, som sändes 2004-2005.

## Filmografi

### Filmer
- 2000 - Beautiful - Wink Hendricks
- 2001 - Hotet från underjorden 3 - Jack Sawyer
- 2002 - Red Skies - David Cross

### TV-serier
- 1997 - Pacific Palisades - Quinn Ragowski, 3 avsnitt
- 1998 - Lugn i stormen - Adams, 1 avsnitt
- 1999 - Kärlek ombord II - Nick, 1 avsnitt
- 1999 - Förhäxad - Josh, 3 avsnitt
- 1999 - Beverly Hills - Wayne, 5 avsnitt
- 2000 - Singel i New York - Randall, 1 avsnitt
- 2001 - CSI: Crime Scene Investigation - Chad Matthews, 1 avsnitt
- 2001 - Jordan, rättsläkare - Adam Flynn, 3 avsnitt
- 2001 - Spin City - jultomten, 1 avsnitt
- 2001 - Vänner - doktor Schiff, 1 avsnitt
- 2002-2003 - Gothams änglar - Wade Brixton, 8 avsnitt
- 2004-2005 - Summerland - Johnny Durant, 26 avsnitt
- 2005 - Boston Legal - Tim Bauer, 3 avsnitt
- 2005 - CSI: New York - Ryan Chisholm, 1 avsnitt
- 2006 - Will & Grace - Travis, 1 avsnitt
- 2006 - CSI: Miami - Carl Silvers, 1 avsnitt
- 2006 - Las Vegas - doktor Derek Stephenson, 5 avsnitt
- 2007 - Ghost Whisperer - Wyatt Jenkins, 1 avsnitt
- 2007 - Shark - Kerry Conklin, 1 avsnitt
- 2008 - Våra bästa år - doktor Daniel Jonas, 48 avsnitt